# Kurt Heißig
Kurt Heißig (auch Kurt Heissig; * 1941 in München) ist ein deutscher Geologe und Paläontologe.
Heißig wuchs in München und Kirchheim unter Teck auf und studierte Geologie und Paläontologie in München und Tübingen. Er wurde 1969 an der Ludwig-Maximilians-Universität in München über Die Rhinocerotidae (Mammalia) aus der oberoligozänen Spaltenfüllung von Gaimersheim bei Ingolstadt in Bayern und ihre phylogenetische Stellung promoviert. Bis zu seiner Pensionierung 2006 war er Konservator an der Bayerischen Staatssammlung für Paläontologie und Geologie. Heißig ist Mitglied der Deutschen Subkommission für Tertiärstratigraphie innerhalb der Deutschen Stratigraphischen Kommission.
Für das Sudetendeutsche Archiv, dessen stellvertretender Leiter Heißig ist, bearbeitete er gemeinsam mit Roland J. Hoffmann die zweibändige Dokumentation Odsun. Die Vertreibung der Sudetendeutschen. Dokumentation zu Ursachen, Planung und Realisierung einer „ethnischen Säuberung“ in der Mitte Europas 1848/49–1945/46.
Heißig war 2012 zweiter Vorsitzender des Bundes Alter Gildenschafter, der Altherrenschaft der Deutschen Gildenschaft. Von 1988 bis 2005 war er „Schriftleiter“ der Blätter der Deutschen Gildenschaft.

## Werke
- Die Rhinocerotidae (Mammalia) aus der oberoligozänen Spaltenfüllung von Gaimersheim bei Ingolstadt in Bayern und ihre phylogenetische Stellung. München 1969.
- Paläontologische und geologische Untersuchungen im Tertiär von Pakistan. Band 5: Rhinocerotidae (Mammalia) aus den unteren und mittleren Siwalik-Schichten. München 1972.
- Rhinocerotidae (Mammalia) aus der Anchitherium-Fauna Anatoliens. Hannover und Stuttgart 1976.
- The Miocene land mammals of Europe. München 1999. (gemeinsam mit Gertrud E. Rössner)
- Odsun. Die Vertreibung der Sudetendeutschen. Dokumentation zu Ursachen, Planung und Realisierung einer „ethnischen Säuberung“ in der Mitte Europas 1848/49–1945/46. Zwei Bände. München 2000 und 2010. (gemeinsam mit Roland J. Hoffmann)
- Die Unerlösten von Prag. 20 Gespenstergeschichten für Erwachsene. München 2012.